# Babia Góra

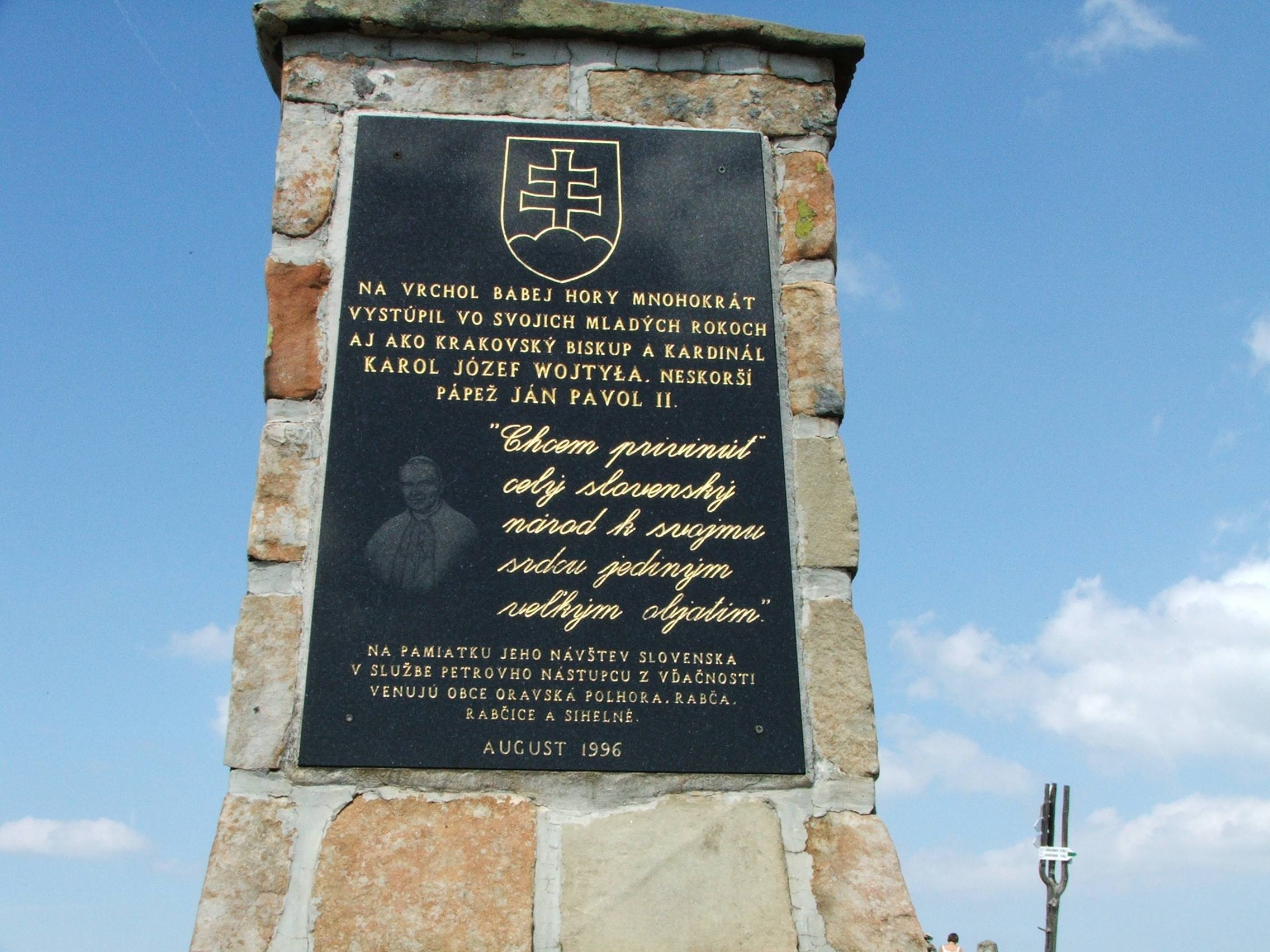
Memorial en Babia Gora dedicado a Juan Pablo II.

Babia Gora (en polaco: Babia Góra, AFI: [ˈbabja ˈɡura]; en eslovaco: Babia hora), literalmente 'montaña de las antiguas esposas o de las brujas', es un macizo situado en la frontera entre Polonia y Eslovaquia en las montañas Beskides occidentales. El nombre se aplica también a la cumbre del macizo, Diablak ("Pico del Diablo"), que es también el pico más alto de esta parte de los Cárpatos, en 1.725 m s. n. m.

## Historia
Babia Gora es mencionada por primera vez en una crónica del siglo XV de Jan Długosz. Fue trazada por primera vez un mapa en 1558. Hacia el final del siglo XVII la mayor parte de la información disponible en la montaña viene del folklore. Según esas leyendas, la montaña era la ubicación de los aquelarres. El primer ascenso que se conoce es la del año 1782 por el astrónomo de la corte del rey Estanislao II Poniatowski, Jowin Fryderyk Bończa Bystrzycki. El período de investigaciones científicas en la segunda mitad del siglo XIX.

## Naturaleza

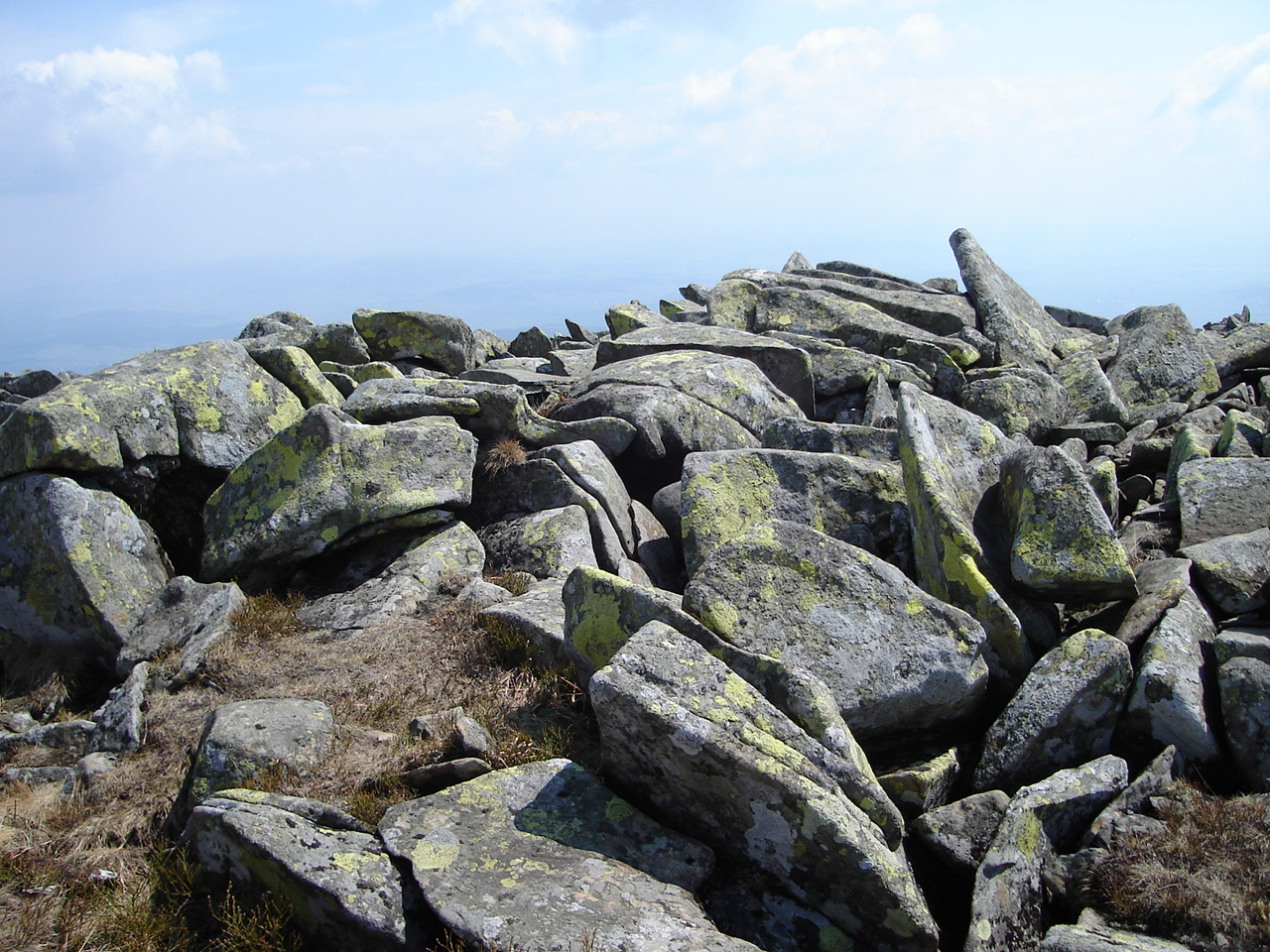
Bloques de piedra cubiertas de líquenes en lo alto.

Suave desde el sur, muy inclinada desde el norte, el Babia Gora es el hogar de osos, linces, lobos y otras especies así como flora alpina única a esta altitud. Los primeros intentos de proteger la zona se hicieron en los años treinta.
En 1933, se estableció en el lado polaco la Reserva Natural de Babia Gora. Más tarde, en 1954, se creó el parque nacional de Babia Gora (Babiogórski Park Narodowy) con una superficie de 17,04 km². En 1976 se convirtió en una de las primeras reservas de la biosfera del mundo.
Durante largo tiempo el parque nacional de Babia Gora fue el más pequeño de los parques nacionales polacos. En 1997 fue ampliado a 33,92 km² y se creó una zona de protección de 84,37 km². Dentro del parque, 10,62 km² están bajo protección estricta. Hay llamadas al fortalecimiento de la cooperación transfronteriza con Eslovaquia para proteger mejor el frágil entorno de la montaña.

## Clima
A veces a Babia Gora se le llama Matka Niepogód (Madre del Mal Tiempo). Ubicada lejos de cualquier otra montaña de altura semejante que proporcionaría una barrera natural, por lo que es muy susceptible a los cambios de tiempo. La nieve puede permanecer en las laderas septentrionales y en las gargantas estrechas hasta el verano.

## Turismo
El turismo en la región de Babia Gora es un fenómeno bastante reciente. Los primeros turistas del siglo XIX fueron sobre todo intelectuales de la cercana Cracovia. Desde entonces el pueblo de Zawoja ha desarrollado un importante recurso de montaña. Sin embargo, las facilidades para esquí son muy restringidas debida a la protección de la zona.
Aunque en general es bastante fácil de subir, Babia Gora puede alcanzarse por una vía más difícil amarilla llamada Perć Akademików (Sendero de los Académicos). Fue señalizada por eruditos de la universidad para examinar la única flora de la montaña. Hoy, a pesar o quizá debido a lo inclinado de sus laderas, las sierras y los pasos metálicos fijados a las rocas a lo largo de algunos tramos del sendero, es muy popular entre los turistas.

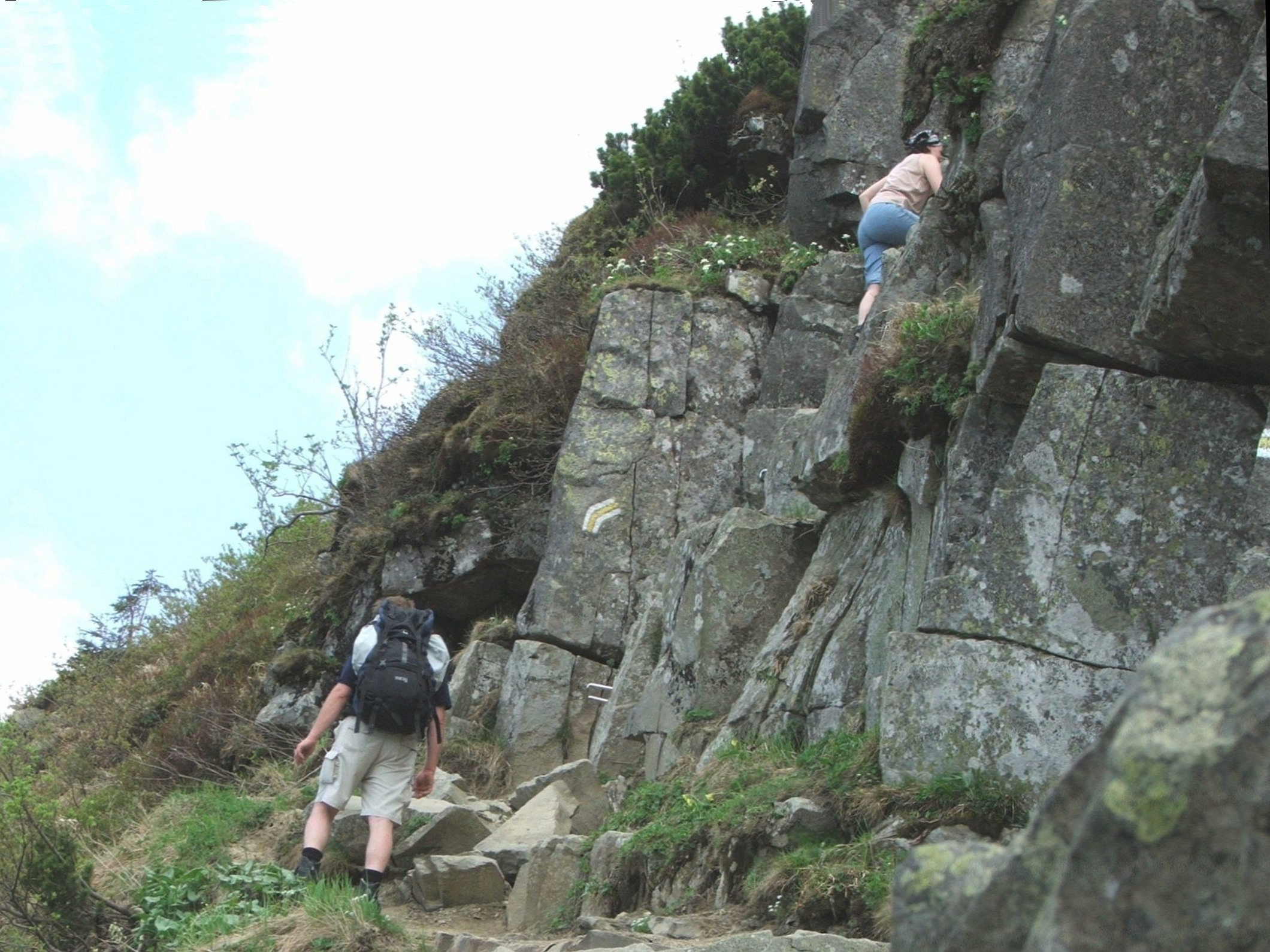
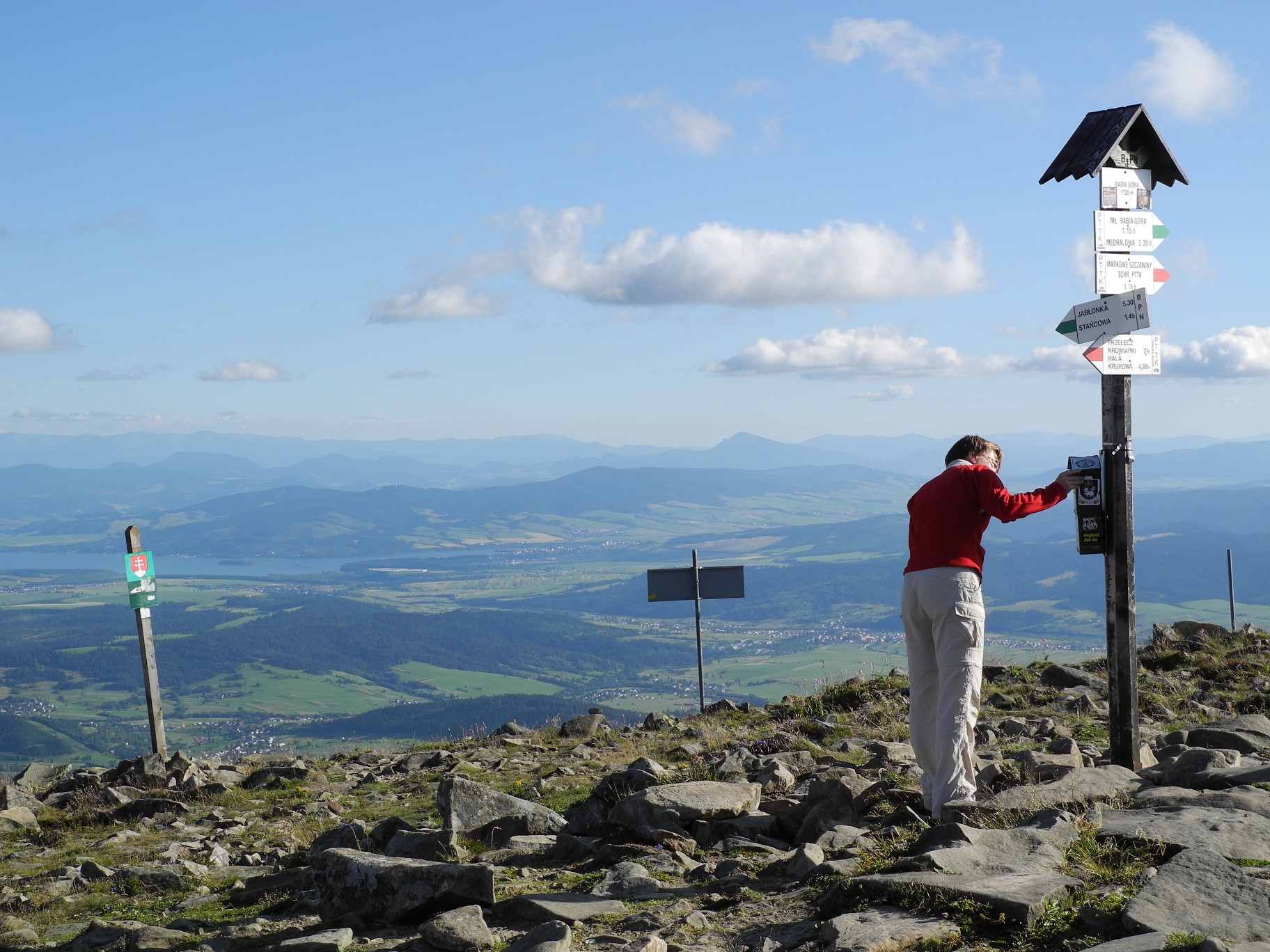
Babia Góra
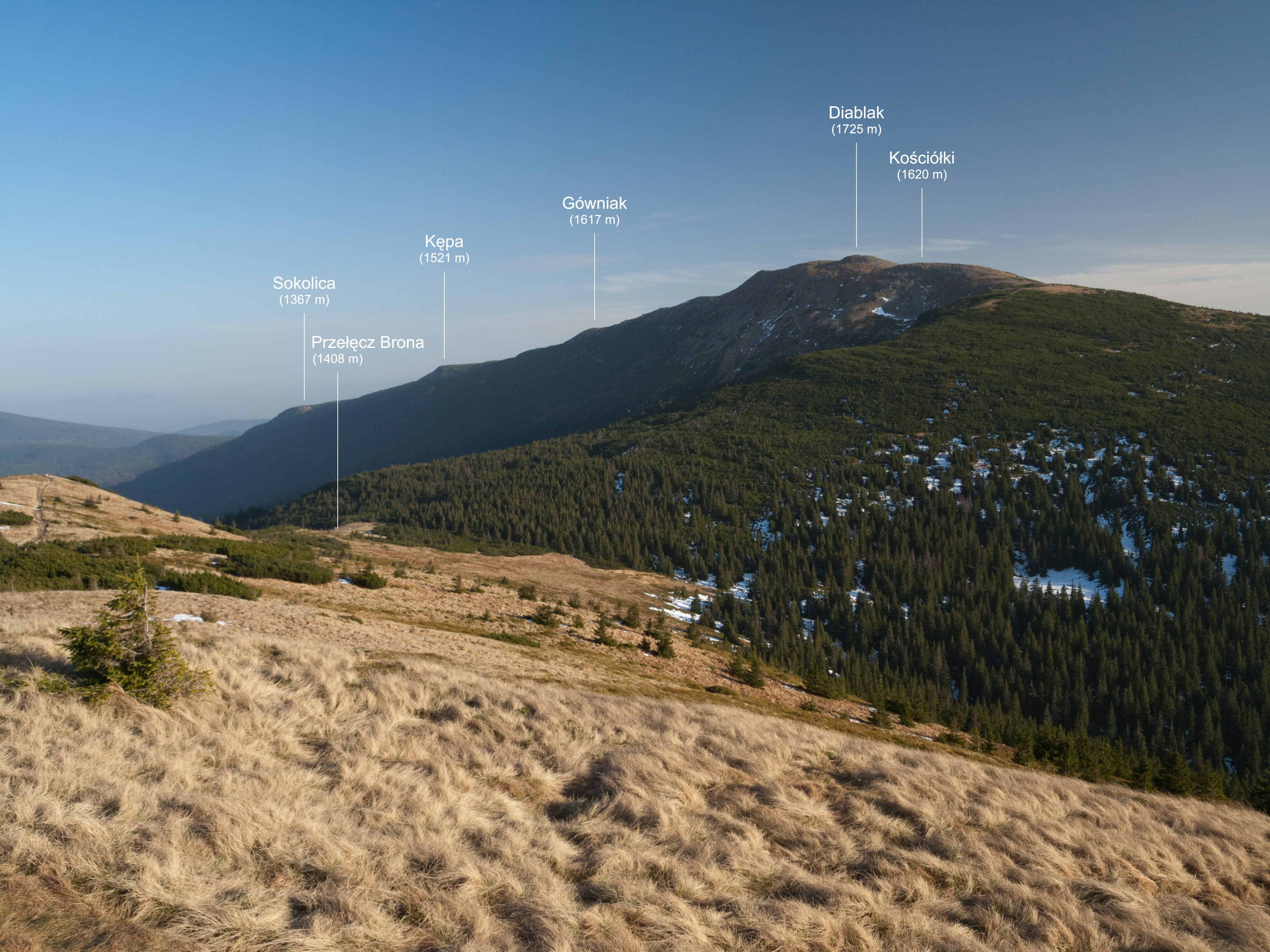
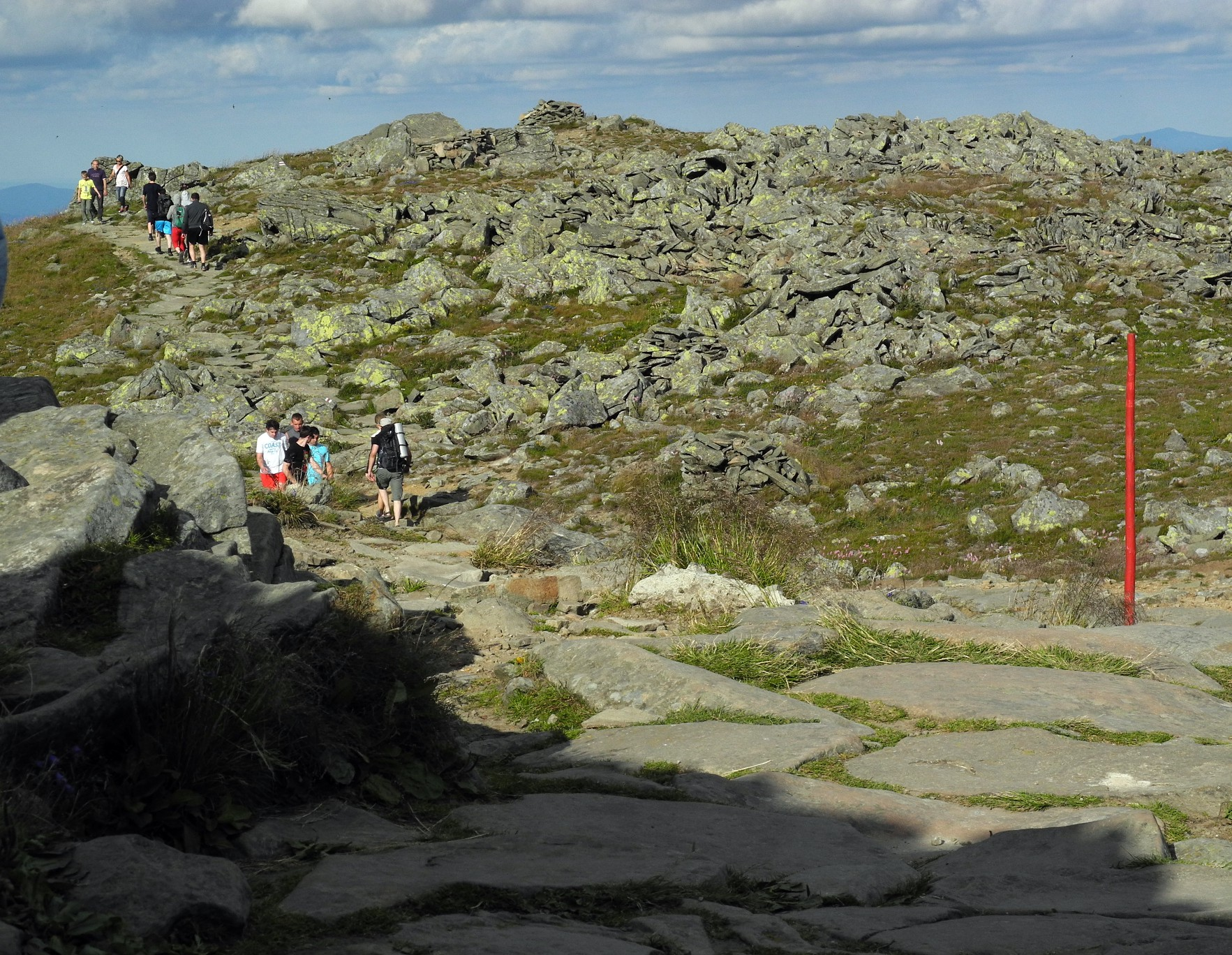
Babia Góra
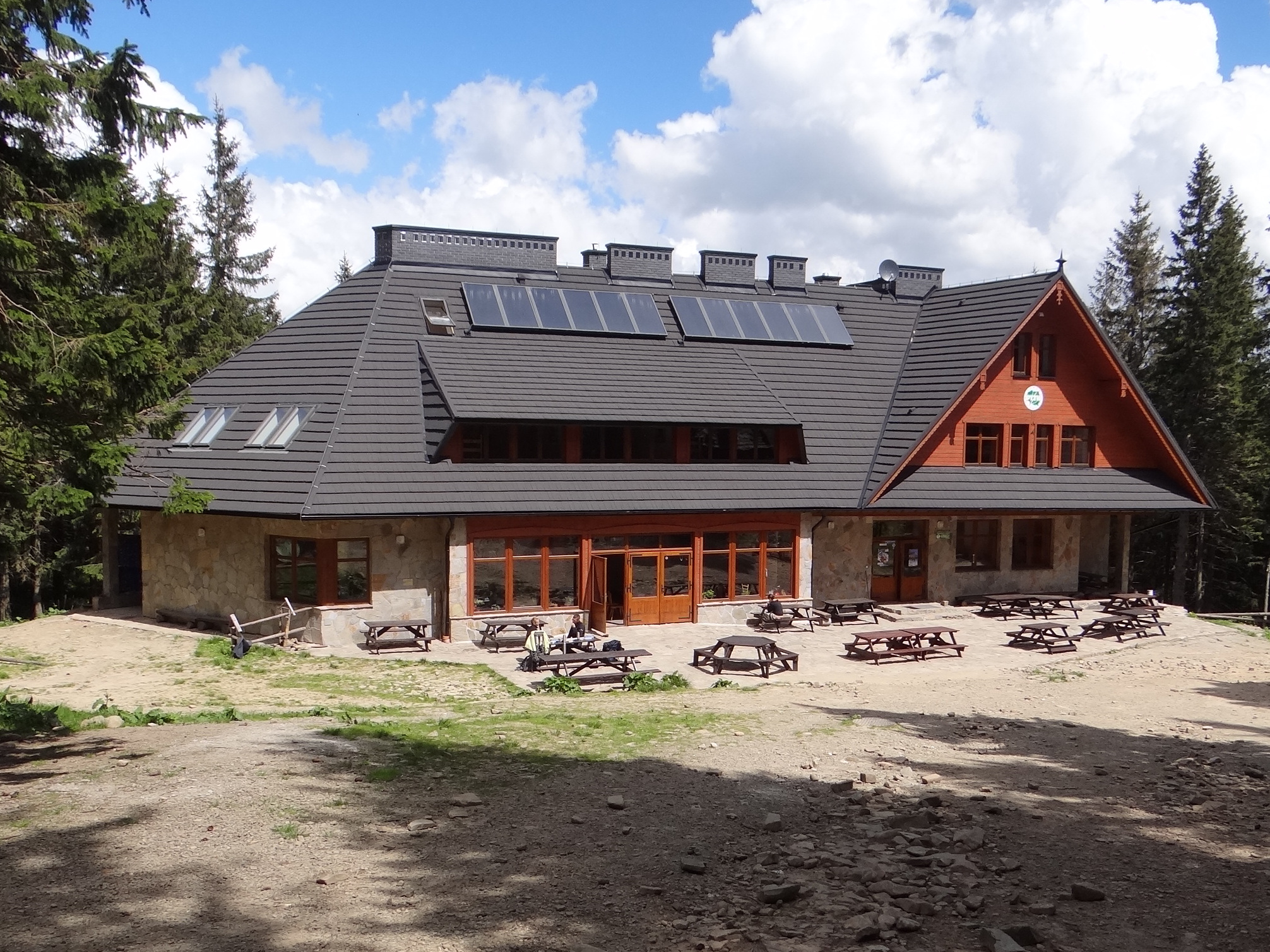
Mountain hut
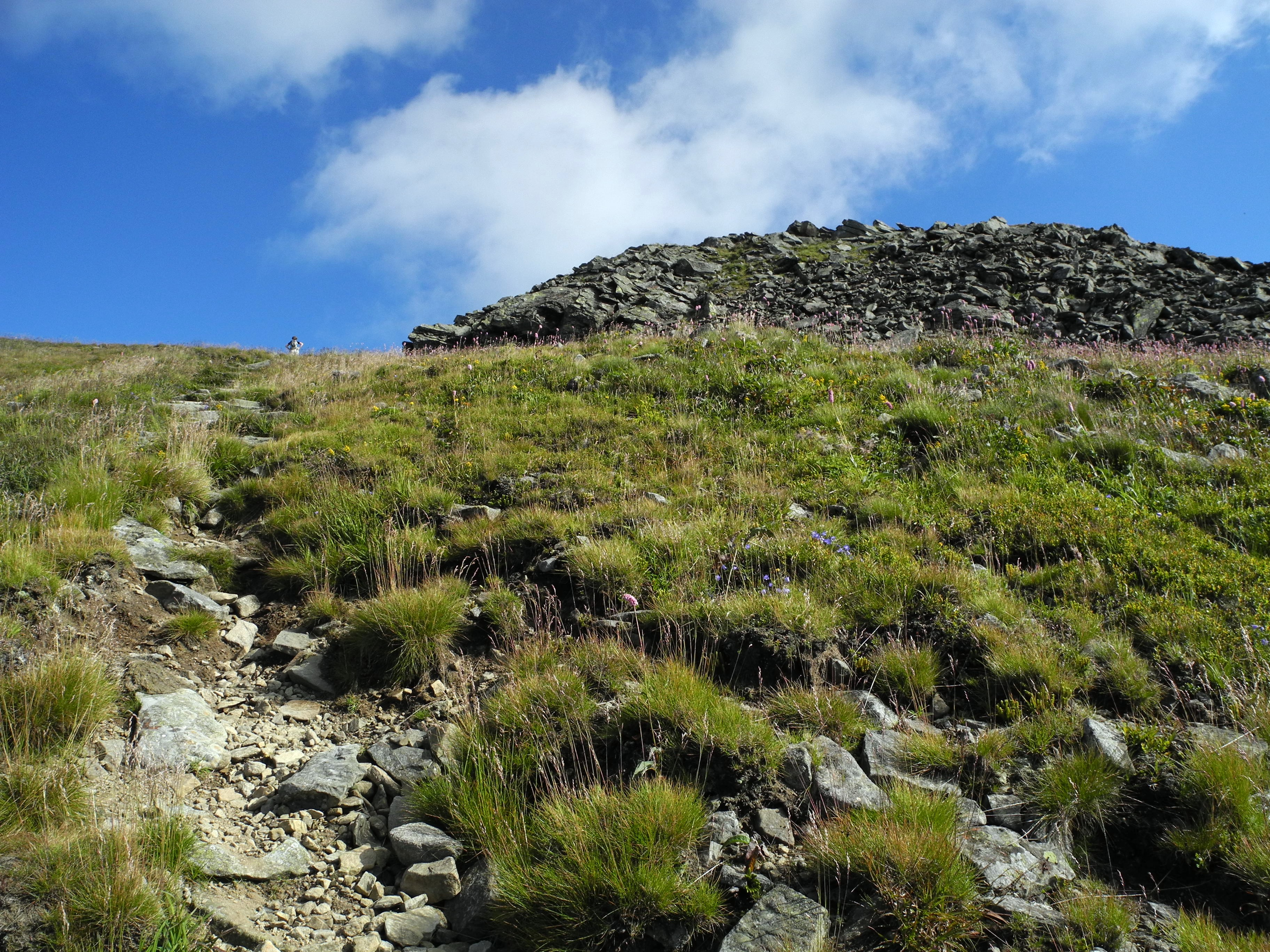
Babia Góra